# الأنوار المضيئة الجامعة بين الحقيقة والشريعة (كتاب)
الأنوار المضيئة الجامعة بين الحقيقة والشريعة، هو كتاب من تأليف عبد الرحمان الثعالبي (ت 875 هـ) عبارة عن مجلد كبير في علم التصوف.

## نبذة عن الكاتب
عبد الرحمان الثعالبي، (ت 875 هـ)، مفسر وفقيه مالكي صوفي ومتكلم على مذهب الأشاعرة. ولد بمدينة يسر موطن آبائه وأجداده الثعالبة، موقعها اليوم ضمن الجزائر، وهو أحد أعلام الأشاعرة المالكية في القرن التاسع الهجري. وقد صار رمزا لمدينة الجزائر التي أضحت تعرف بمدينة سيدي عبد الرحمان.

## وصف الكتاب
لخص عبد الرحمان الثعالبي في هذا الكتاب تعليق أبي عبد الله محمد السلمي الشافعي -رحمه الله- على الأربعين حديثا التي انتخبها زكي الدين عبد العظيم المنذري -رحمه الله- مع زيادات عليها.
وقال عبد الرحمان الجيلالي عن مخطوط هذا الكتاب:

## محتوياته
احتوى هذا المصنَّف على شروح على أربعين حديثا نبويا تم تلخيص تعليقات سابقة عليها من طرف الإمام الثعالبي.
جاء في بداية الكتاب:
وجاء في نهاية الكتاب:

## المخطوطات
توجد العديدُ من المخطوطاتِ التي تم الإعتمادُ عليها في تحقيق هذا الكتابِ، مِنها:
1. مخطوط «مركز جمعة الماجد»: رقم 581798 (17 ورقة).[14]
2. مخطوط «مكتبة أهل أحمد محمود»: رقم 0046/2032 (13 ورقة).[15]
3. مخطوط «دار الكتب الناصرية»: «الرقم الأول: 3357» و«الرقم الثاني: 2722».[16][2]
4. مخطوط «المعهد الموريتاني للبحث العلمي»: رقم 6327.[12]
5. مخطوط «المكتبة الوطنية للمملكة المغربية»: رقم 653ق.[17]
6. مخطوط «مكتبة المسجد النبوي»: 13 ورقة.[18]
7. مخطوط «مكتبة دحداح»: رقم 66.[1]
8. مخطوط «خزانة فاس»: 610.[1]
9. مخطوط «خزانة الخزانة الملكيّة في الرباط»: رقم 7125.[1]
10. مخطوط «خزانة القاهرة»: رقم 1911.[1]

## التحقيق
تم تحقيق مخطوط هذا الكتاب في جامعة الجزائر من طرف الباحثين «فريد محرزي» و«أبو بكر عليوش» و«عبد الحق زداح» خلال عام 2010م، ليتم نشره وتوزيعه بعد ذلك.

## الطبعات
قامت مؤسسة «عالم المعرفة للنشر والتوزيع» في الجزائر بإصدار الطبعة الأولى من كتاب «الأنوار المضيئة الجامعة بين الحقيقة والشريعة» خلال عام 2011م (1432 هـ).
هذه الطبعة التي حقق مخطوطها الباحثون الثلاثة «فريد محرزي» و«أبو بكر عليوش» و«عبد الحق زداح»، ومن تقديم «أديب الكلاس»، جاءت بعدد صفحات بلغ 400 صفحة ضمن مجلد واحد.